# 小寺康久
小寺 康久（こてら やすひさ、1959年8月7日 - ）は、日本の実業家。西濃運輸株式会社 代表取締役社長だった。現在は相談役に退いている。兵庫県出身。 。

## 略歴
1982年大阪経済大学経済学部を卒業し、同年4月西濃運輸株式会社に入社。
2013年同社取締役営業管理部担当、2015年常務取締役営業本部担当、2016年に専務取締役。2017年に国内外の輸送事業を手掛けるセイノースーパーエクスプレス代表取締役社長。
2020年4月より、セイノーホールディングスの中核会社である、西濃運輸の代表取締役社長に神谷正博の後任として就任した。セイノーホールディングス取締役も兼務。
趣味の船釣りだが、西濃運輸の本社は海のない岐阜県のため、本社在勤中は釣りに行く回数がほとんどなくなってしまった。